# شهرستان واشینگتن (فلوریدا)
شهرستان واشینگتن، فلوریدا (به انگلیسی: Washington County, Florida) یک سکونتگاه مسکونی در ایالات متحده آمریکا است که در فلوریدا واقع شده‌است.

## خصوصیات
شهرستان واشینگتن ۱٬۵۹۵٫۴۴ کیلومترمربع مساحت دارد.